# Google Santa Tracker
Google Santa Tracker (Viagem do Pai Natal da Google, em Portugal, e Siga o Papai Noel no Google, no Brasil) é um programa anual de entretenimento temático de Natal, lançado pela primeira vez em 2004 pela empresa Google, Inc. O projeto permite aos utilizadores acompanharem o Pai Natal durante a véspera de Natal e possui pequenas atividades que são adicionadas diariamente durante o mês de dezembro. Em 2018, o sítio passou a incorporar informações para educadores e o Google Assistente a permitir ouvir histórias da quadra e a chamar o Pai Natal. Está disponível uma aplicação para Android na Google Play Store e para iOS na App Store.